# Frank Fenstermacher

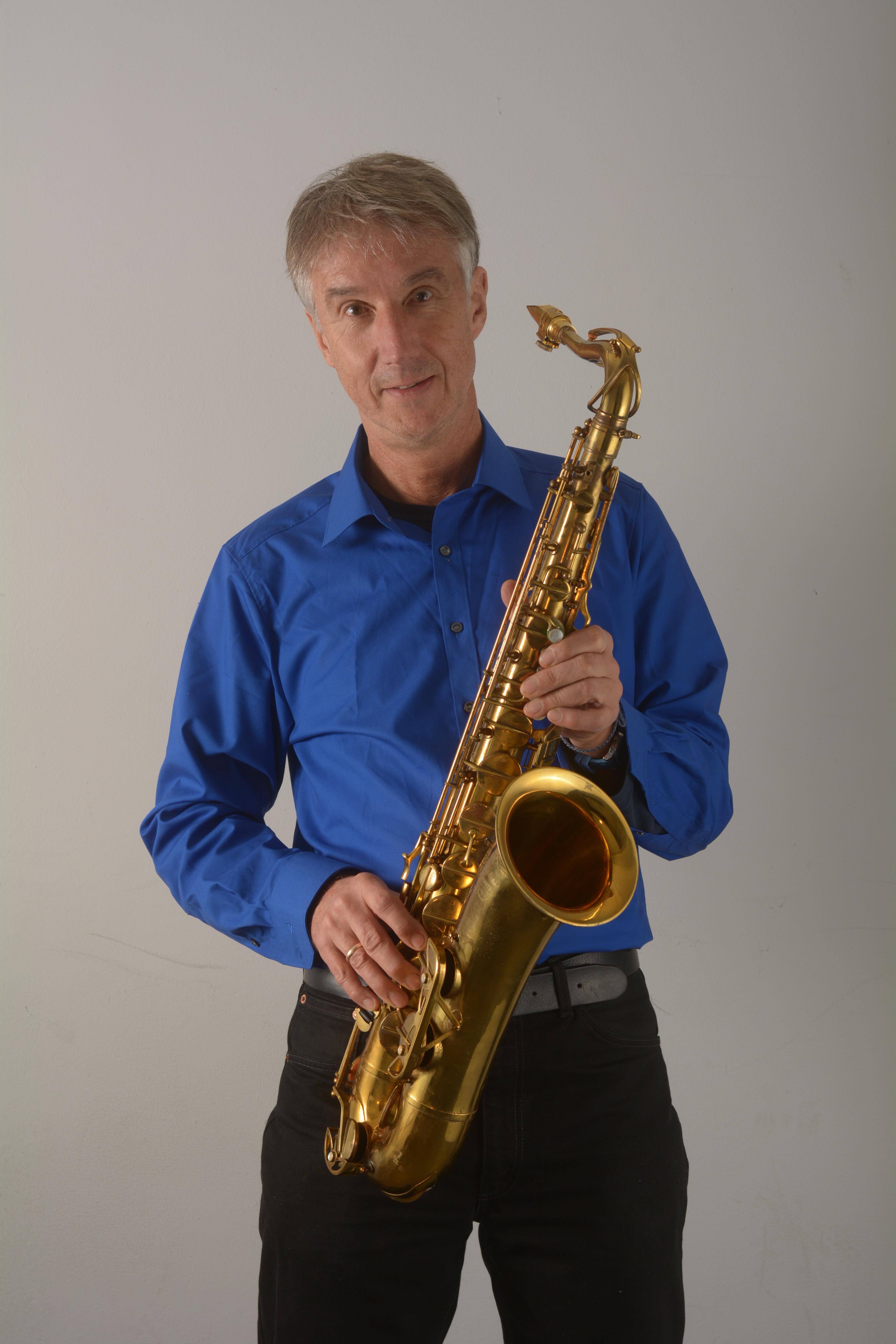
Frank Fenstermacher, Fehlfarben (2016)

Frank Fenstermacher (* 9. Oktober 1955) ist ein deutscher Musiker und Künstler. Er veröffentlichte auch unter dem Pseudonym A Certain Frank.

## Biografie
Er ist Mitbegründer des Schallplattenlabels und Musikverlages Ata Tak (mehr als 250 Veröffentlichungen seit 1979), Mitglied der Musikperformancegruppen Der Plan (bis 1992), der Rockband Fehlfarben und des Lounge-Duos A Certain Frank. Er produzierte mehr als 250 Schallplatten und CDs und war auf über 150 Veröffentlichungen als Komponist, Musiker, Texter, Produzent und Cover Artist involviert. Seine Hauptinstrumente sind Saxofon, Perkussion, Kalimba, Hang und Pianet.

## Veröffentlichungen (Auszug)
Als A Certain Frank:
- no end of no (BRD + Japan, CD, 1996)
- Nobody? No! (BRD, CD, 1998)
- remixed by... (BRD, 12″, 1999)
- Nothing (CD/12″, 2001)
- Wildlife Live (CD, 2006)
- Now Here (CD, 2008)

Mit Fehlfarben:
- Monarchie und Alltag (BRD, LP, 1980)
- Platte des Himmlischen Friedens (LP, 1991)
- Knietief im Dispo (BRD, CD, 2002)
- Club der schönen Mütter (BRD, Single-CD, 2002)
- Alkoholen (Single-CD, 2003)
- 26½ (CD, 2006)
- Handbuch für die Welt (CD, 2007)
- Hier und jetzt (Live-CD, 2009)
- Glücksmaschinen (CD, 2010)

Mit Der Plan:
- Geri Reig (BRD, LP, 1980, reissue 1999)
- Normalette Surprise (BRD + USA, LP, 1981)
- Die letzte Rache (BRD, LP, 1983, reissue 2000)
- Japlan (Japan, LP, 1985)
- Fette Jahre (BRD, LP, 1986)
- Es ist eine fremde und seltsame Welt (BRD, LP, 1987)
- Perlen (BRD + Japan, CD, 1988)
- Die Peitsche des Lebens (BRD + Japan, LP/CD 1989)
- Live At The Tiki Ballroom… (BRD + Japan, 1993)
- Unkapitulierbar (BRD, LP, 2017)

Cover-Artwork (Auszug)
- DAF: Ein Produkt der Deutsch-Amerikanischen Freundschaft (BRD, LP, 1979)
- Pyrolator: Inland (LP, 1979)
- Der Plan: Das Fleisch (EP, 1980)
- DAF: Die Kleinen und die Bösen (Mute Records, LP, 1982)
- Andreas Dorau: Kleines Stubenmädchen (7″, 1982)
- Surplus Stock (LP, 1984)
- Andreas Dorau: Ärger mit der Unsterblichkeit (LP, 1987)
- City Space 1 (CD, 1989)
- City Space 2 (CD, 1990)
- Andreas Dorau: Ernte (CD, 1994)
- Fehlfarben: live (CD, 1994)
- Fehlfarben: Knietief im Dispo (CD, 2002)
- Fehlfarben: Club der schönen Mütter (Maxi, 2002)
- A Certain Frank: No End of No (BRD + Japan, CD, 1996)
- A Certain Frank: Nobody? No! (BRD, CD, 1998)
- A Certain Frank: Nothing (CD/12″, 2001)
- A Certain Frank: Wildlife Live (CD, 2006)
- A Certain Frank: Now Here (CD, 2008)

Texte für Der Plan, A Certain Frank, Pyrolator, Andreas Dorau, Fehlfarben.